# Taphrina pruni
Taphrina pruni (Fuckel) Tul., 1866 è un fungo ascomicete della famiglia Taphrinaceae che attacca il susino, di cui colpisce i frutti provocando una patologia detta "bozzacchioni del susino". I frutti vengono colpiti quando hanno raggiunto un certo grado di sviluppo e si deformano assumendo una forma allungata e ricurva; la loro superficie diventa grinzosa e rugosa e poi suberosa. Il frutto assume un colore giallastro e quindi grigiastro e poi dissecca, trasformandosi in una "mummia" ricoperta da una muffa biancastra.

## Lotta
Si effettua mediante: interventi meccanici, che consistono nell'asportazione e distruzione dei rametti che portano i frutti colpiti; interventi chimici, che consistono in trattamenti preventivi con anticrittogamici  a  base rameica alla caduta delle foglie e alla ripresa vegetativa.